# GTOPO30
GTOPO30 ist ein digitales Geländemodell des US-amerikanischen geologischen Dienstes (United States Geological Survey, kurz USGS). 
Es ist frei verfügbar und kann im Internet heruntergeladen werden. Mit einer Bodenauflösung – das ist der Abstand der einzelnen Höheninformationen des Geländes – von 30 Bogensekunden (etwa 1 km) ist es das beste frei verfügbare digitale Geländemodell für die gesamte Oberfläche der Erde. Die neueren, feiner aufgelösten SRTM-Daten sind dagegen nur von einem begrenzten Teil (ca. 80 %) der Erdoberfläche verfügbar. 
Eine Darstellung der Daten ist u. a. mit der Software Kashmir 3D möglich (s. Weblink).